# 弗萊什蒂區
弗萊什蒂區（羅馬尼亞語：Raionul Făleşti）是摩爾多瓦西部的一個區，西隔普魯特河與羅馬尼亞相望。面積1,143平方公里。2004年人口90,320人，首府弗萊什蒂。